# Шугар Гроув (Охајо)
Шугар Гроув (енгл. Sugar Grove) град је у америчкој савезној држави Охајо.

## Демографија
По попису из 2010. године број становника је 426, што је 22 (-4,9%) становника мање него 2000. године.
| Група             | 2000.       | 2010.       |
| Белци             | 443 (98,9%) | 416 (97,7%) |
| Афроамериканци    | 0 (0,0%)    | 0 (0,0%)    |
| Азијати           | 0 (0,0%)    | 0 (0,0%)    |
| Хиспаноамериканци | 3 (0,7%)    | 2 (0,5%)    |
| Укупно            | 448         | 426         |